# Апостольский нунций в Сент-Люсии
Апостольский нунций в Королевстве Сент-Люсии — дипломатический представитель Святого Престола в Сент-Люсии. Данный дипломатический пост занимает церковно-дипломатический представитель Ватикана в ранге посла. Апостольская нунциатура в Сент-Люсии была учреждена на постоянной основе 1 сентября 1984 года.
В настоящее время Апостольским нунцием в Сент-Люсии является архиепископ Сантьяго Де Вит Гусман, назначенный Папой Франциском 12 ноября 2022 года.

## История
Апостольская нунциатура в Сент-Люсии была учреждена на постоянной основе 1 сентября 1984 года, бреве Qui divino consilio папы римского Иоанна Павла II, отделяя её от апостольской делегатуры на Антильских островах. Однако апостольский нунций не имеет официальной резиденции в Сент-Люсии, в её столице Кастри и является апостольским нунцием по совместительству, эпизодически навещая страну. Резиденцией апостольского нунция в Сент-Люсии является Порт-оф-Спейн — столица Тринидада и Тобаго.

## Апостольские нунции в Сент-Люсии
- Мануэл Монтейру де Каштру — (25 апреля 1987 — 21 августа 1990 — назначен апостольским нунцием в Сальвадоре);
- Эудженио Сбарбаро — (1 февраля 1991 — 26 апреля 2000 — назначен апостольским нунцием в Югославии);
- Эмиль-Поль Шерриг — (20 января 2001 — 22 мая 2004 — назначен апостольским нунцием в Корее);
- Томас Галликсон — (20 декабря 2004 — 21 мая 2011 — назначен апостольским нунцием на Украине);
- Никола Джирасоли — (29 октября 2011 — 16 июня 2017 — назначен апостольским нунцием в Перу);
- Фортунатус Нвачукву — (4 ноября 2017 — 17 декабря 2021 — назначен постоянным наблюдателем Святого Престола при отделении ООН и специализированных учреждений ООН в Женеве);
- Сантьяго Де Вит Гусман — (12 ноября 2022 — по настоящее время).